# Cappella Maggiore
Cappella Maggiore (Capèa in veneto) è un comune italiano di 4 635 abitanti della provincia di Treviso in Veneto.
Si trova a 40 km a nord-est del capoluogo provinciale, alle pendici meridionali del Bosco del Cansiglio.

## Storia

### Simboli
Lo stemma e il gonfalone del comune di Cappella Maggiore sono stati concessi con decreto del presidente della Repubblica del 22 settembre 1963.
Il gonfalone è un drappo partito di bianco e di azzurro.

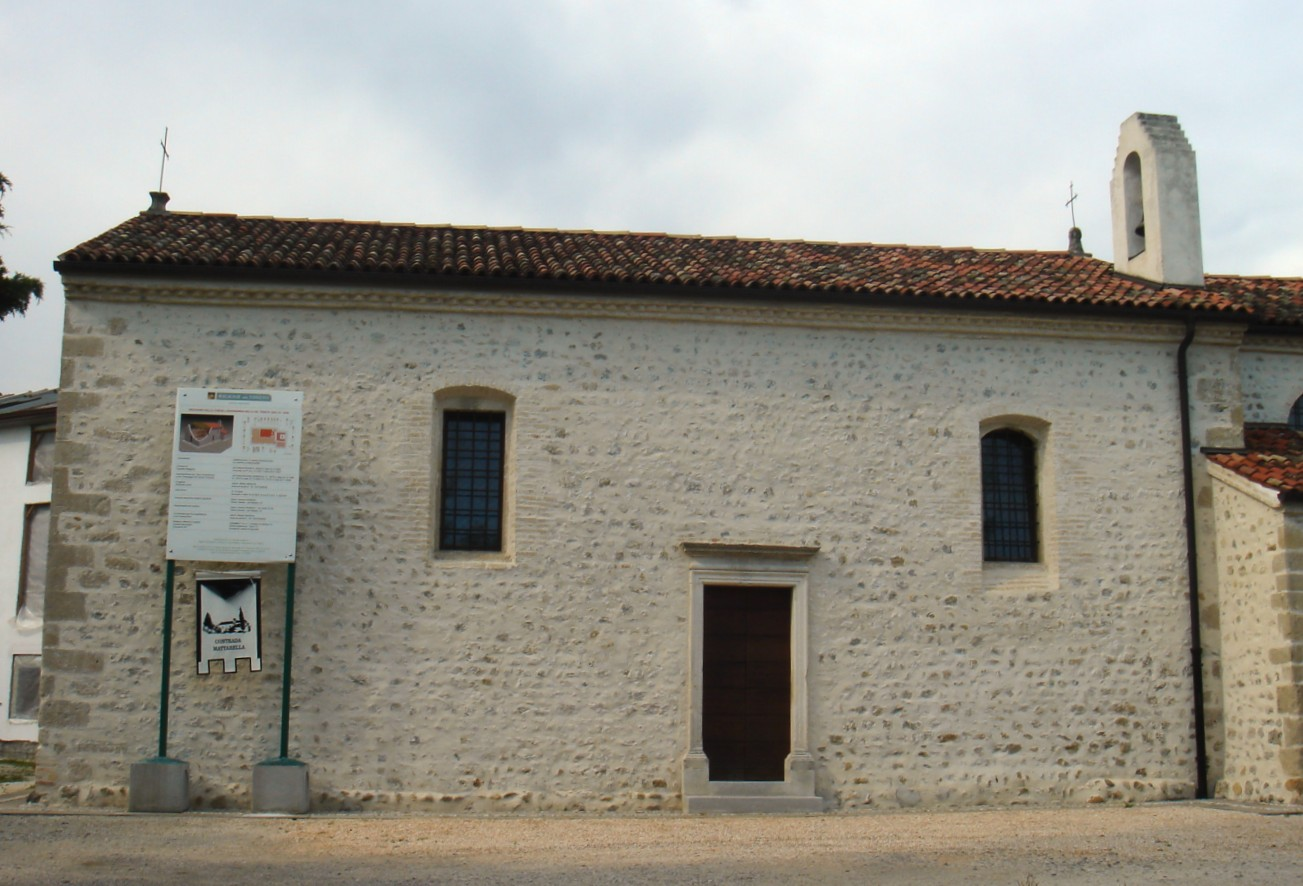
Veduta laterale della chiesa della Santa Trinità

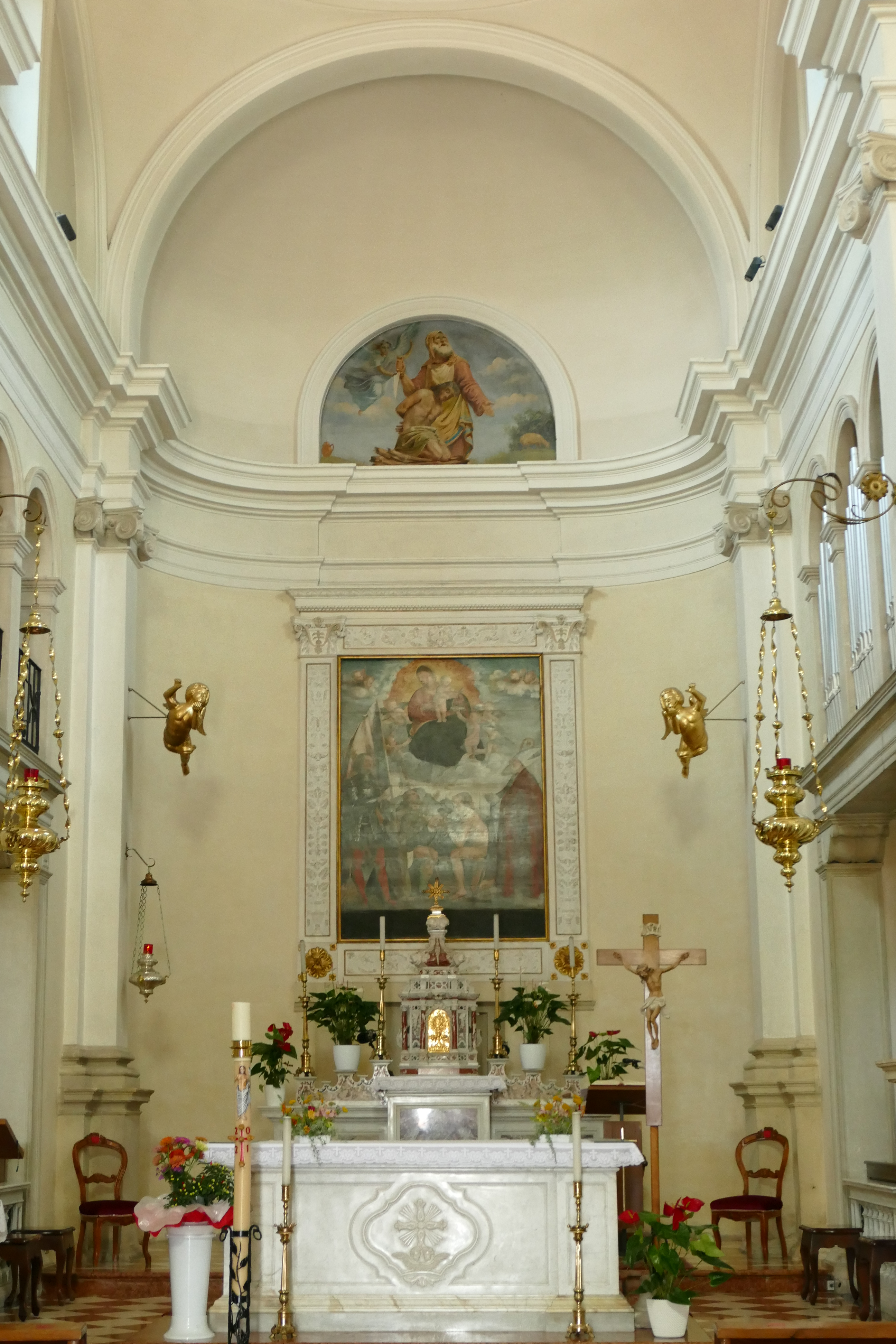
L'altare della chiesa dei Santi Vito e Modesto

## Monumenti e luoghi d'interesse

### Architetture religiose

#### Chiesa parrocchiale di Cappella
Situata in posizione elevata nel cuore del centro, la parrocchiale di Cappella, dedicata alla patrona santa Maria Maddalena, è una struttura in stile neoclassico, sviluppo avvenuto nel XIX secolo del vecchio edificio quattrocentesco; è caratterizzata dalla presenza di due facciate su due lati adiacenti.

#### Chiesa parrocchiale di Anzano
Costruita nel 1771, l'attuale parrocchiale di Anzano, dedicata ai santi martiri Vito e Modesto, è sorta in luogo della precedente chiesa documentata già nel XVI secolo; da segnalare la presenza di una pala d'altare di Francesco da Milano, risalente al primo Cinquecento.

#### Chiesa della Santissima Trinità (Chiesetta della Mattarella)
Antico edificio di epoca longobarda, la chiesa dedicata alla Santissima Trinità è il luogo sacro che diede nome a Cappella Maggiore. L'interno della chiesa è in gran parte affrescato.

#### Oratorio di Santa Apollonia
Piccola struttura votiva situata presso un borgo di Anzano, l'oratorio di Santa Apollonia si caratterizza per una facciata a capanna timpanata aperta da due monofore rettangolari a lato del portale in cornice lapidea. Sul lato sinistro è presente una cella campanaria aperta—Congregazione cristiana dei Testimoni di Geova—Esiste sin dai primi anni 80 una comunità che si raduna nella sala del regno sita in via Livel n.47

### Architetture civili

#### Castelletto
Fortificazione risalente al X secolo, quando fu ricostruito su una struttura preesistente, il Castelletto, con l'originaria funzione di difesa dalle invasioni dei popoli nordici, domina ancora oggi i rilievi collinari del territorio comunale.

#### Ville venete
Di seguito è riportato un elenco delle ville venete presenti sul territorio comunale di Cappella Maggiore:
- Casa canonica di Anzano(Anzano, XVI secolo)
- Casa canonica di Cappella Maggiore (XVIII secolo)
- Villa Curcio Gava Zampolli (XVIII secolo)[10]
- Villa Garbelotto<(XVIII secolo)
- Villa Panigai Protti Rossi (Anzano, XVIII secolo)
- Villa Piazzoni Tumiati Segat(XVII secolo)
- Villa Pizzol(Anzano, XVII secolo)
- Casa Scarpis Salamon (Anzano, XVII secolo)
- Villa Zampolli (XVIII secolo)

## Società

### Evoluzione demografica
Abitanti censiti

### Etnie e minoranze straniere
Al 31 dicembre 2023 gli stranieri residenti nel comune erano 274, ovvero il 5,9% della popolazione. Di seguito sono riportati i gruppi più consistenti:
1. Macedonia 59
2. Romania 56
3. Marocco 41
4. Ucraina 32
5. Albania 15

## Amministrazione

### Gemellaggi
- Earlston, dal 2004
- Zorneding, dal 2013

### Altre informazioni amministrative
La denominazione del comune fino al 1867 era Cappella.